# HP-UX
HP-UX (Hewlett Packard UniX) je proprietární implementace Unixu od firmy Hewlett-Packard, založená na UNIX System V. Tento systém běží na procesorech HP PA-RISC a Intel Itanium a byl později k dispozici pro Apollo/Domain systémy. Dřívější verze také běžely na počítačových systémech založených na procesorech Motorola 68000, a to HP 9000/200, 9000/300, a 9000/400, a také na HP 9000/500 založených na proprietární architektuře HP FOCUS.
HP-UX byl první Unix používající ACL pro přístup k souborům, na rozdíl od standardního unixového systému práv. HP-UX byl také mezi prvními Unixy, které používaly LVM. HP má dlouhodobé partnerství se společností VERITAS, proto je v HP-UX jako primární souborový systém využíván VxFS. Z historických a technických důvodu se však pro /stand oddíl (úložiště pro kernel) používá filesystém HFS, který je stále podporován.
HP-UX 11i v3 podporuje:
- úložiště o velikosti až 100 000 000 TB
- 128 procesorů (rozšířitelné na 256)
- podpora HOT-SWAP procesorů, pamětí a I/O karet
- šifrovaný souborový systém EVFS